# Drozd śpiewak
Drozd śpiewak, śpiewak (Turdus philomelos) – gatunek średniej wielkości ptaka z rodziny drozdowatych (Turdidae), zamieszkującego Eurazję. Wierzch ciała brązowy o ciepłym odcieniu, kuper i pokrywy nadogonowe oliwkowe, ogon i wierzch głowy pomarańczowobrązowe. Spód ciała kremowy z gęstymi brązowymi plamkami. Wyróżnia się trzy podgatunki. Do jego charakterystycznej piosenki, w której powtarza muzyczne frazy, często odnoszono się w poezji.
Drozd śpiewak gniazduje w lasach, ogrodach i parkach. Jest częściowo gatunkiem wędrownym, wiele ptaków zimuje w południowej Europie, Afryce Północnej i na Bliskim Wschodzie. Migrują zarówno populacje miejskie, jak i siedlisk naturalnych. Osobniki z Wielkiej Brytanii, z niektórych regionów Europy Zachodniej i w Europie Południowej są częściowo osiadłe. Introdukowano go również w Nowej Zelandii i Australii. Pomimo iż gatunek nie jest zagrożony wyginięciem w skali globalnej, w niektórych częściach Europy nastąpił poważny spadek populacji, prawdopodobnie z powodu zmian w sposobach uprawy roli.
Ptak buduje w krzakach lub na drzewach zgrabne, wyłożone błotem gniazdo w kształcie filiżanki. Składa w nim cztery lub pięć ciemno nakrapianych niebieskich jaj. Jest gatunkiem wszystkożernym. Ma zwyczaj używania ulubionego kamienia jako „kowadła”, na którym rozbija ślimaki. Tak jak inne wróblowe bywa atakowany przez zewnętrzne i wewnętrzne pasożyty, jak również koty i ptaki drapieżne.

## Systematyka
Drozd śpiewak został opisany w 1831 przez niemieckiego ornitologa Christiana Ludwiga Brehma pod nazwą binominalną Turdus philomelos, którą nosi do dzisiaj. Naukowa nazwa rodzajowa Turdus oznacza „drozd”, natomiast epitet gatunkowy odnosi się do postaci z mitologii greckiej – Filomeli, której bogowie pomogli uniknąć gniewu Tereusa, zamieniając ją w jaskółkę lub według innej wersji słowika. Jej imię pochodzi z greki klasycznej – philo- oznacza „kochać”, a melos „śpiew”.
Badanie molekularne wykazało, że najbliższymi krewnymi drozda śpiewaka są: podobnie upierzony paszkot (T. viscivorus) i drozd chiński (T. mupinensis). Te trzy gatunki są wczesnymi odgałęzieniami z rodzaju Turdus (zanim ptaki te zróżnicowały się i rozprzestrzeniły po całym świecie), stąd są one mniej powiązane z innymi europejskimi ptakami z tego rodzaju, takimi jak kos (T. merula), które pochodzą od przodków, którym udało się skolonizować Wyspy Kanaryjskie, a następnie stamtąd dotrzeć do Europy.

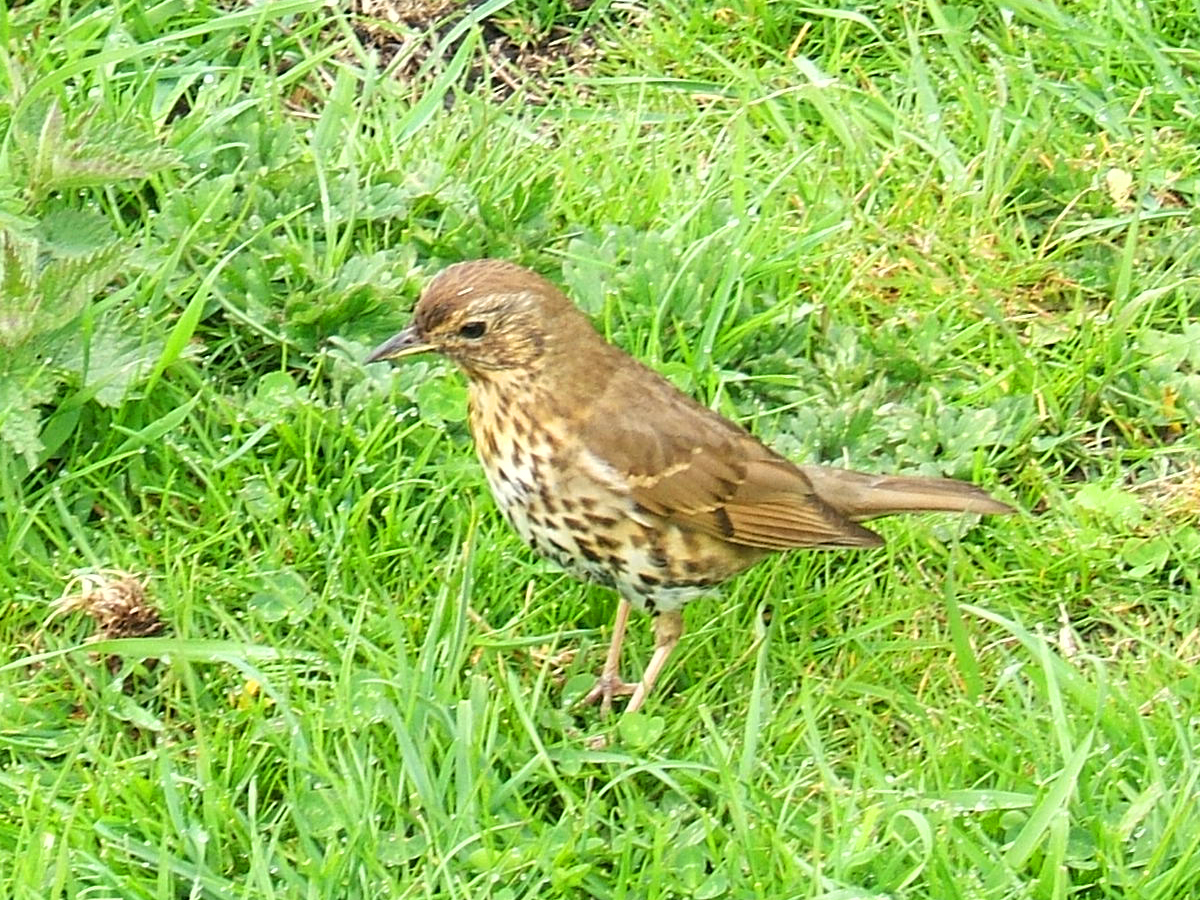
Podgatunek T. p. clarkei w Anglii

### Podgatunki
Wyróżnia się cztery podgatunki drozda śpiewaka, w tym nominatywny, T. p. philomelos, zamieszkujący większość Europy (oprócz Europy Zachodniej), północną Turcję, rejon Kaukazu i północny Iran. Podgatunek ten zimuje w zachodniej i południowej Europie, północnej Afryce i południowo-zachodniej Azji (w tym na Półwyspie Arabskim).
T. p. hebridensis, opisany przez brytyjskiego ornitologa Williama Eagle’a Clarka w 1913, w większości nie migruje. Podgatunek występuje na Hebrydach Zewnętrznych i wyspie Skye w Szkocji. Jest najciemniej ubarwionym podgatunkiem, ma ciemnobrązowy grzbiet, szarawy kuper i boki w szarym odcieniu.
T. p. clarkei, opisany przez niemieckiego zoologa Ernsta Harterta w 1909, został nazwany tak na cześć Clarka. Ptak gniazduje na pozostałym terenie Wielkiej Brytanii i Irlandii oraz w Europie kontynentalnej – we Francji, Belgii, Holandii i być może nieco dalej na wschód. Ma brązowe górne części ciała, które są cieplejsze w odcieniu niż te u podgatunku nominatywnego oraz oliwkowo zabarwiony kuper. Część osobników migruje wraz z innymi ptakami do południowej Francji i na Półwysep Iberyjski, aby tam spędzać zimę. Forma ta zintegrowała się z podgatunkiem nominatywnym w centralnej Europie oraz z T. p. hebridensis na Hebrydach Wewnętrznych i w zachodniej Szkocji. Na tych obszarach ptaki wykazują cechy pośrednie.
Czwarty podgatunek – T. p. nataliae – opisał Rosjanin Siergiej Buturlin w 1929. Takson ten zamieszkuje zachodnią i środkową Syberię; zimuje w północno-wschodniej Afryce i południowo-zachodniej Azji.

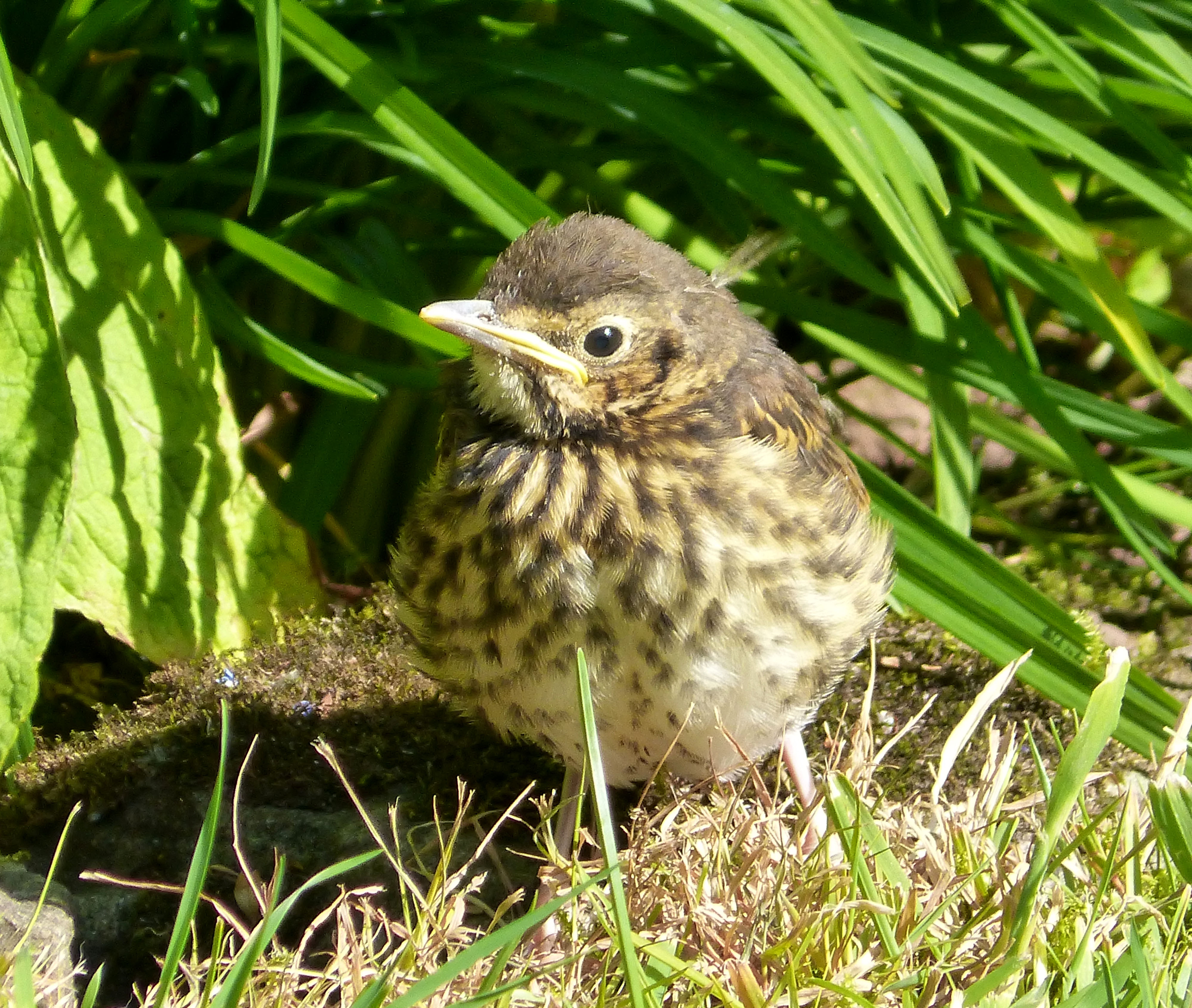
Młody

## Morfologia

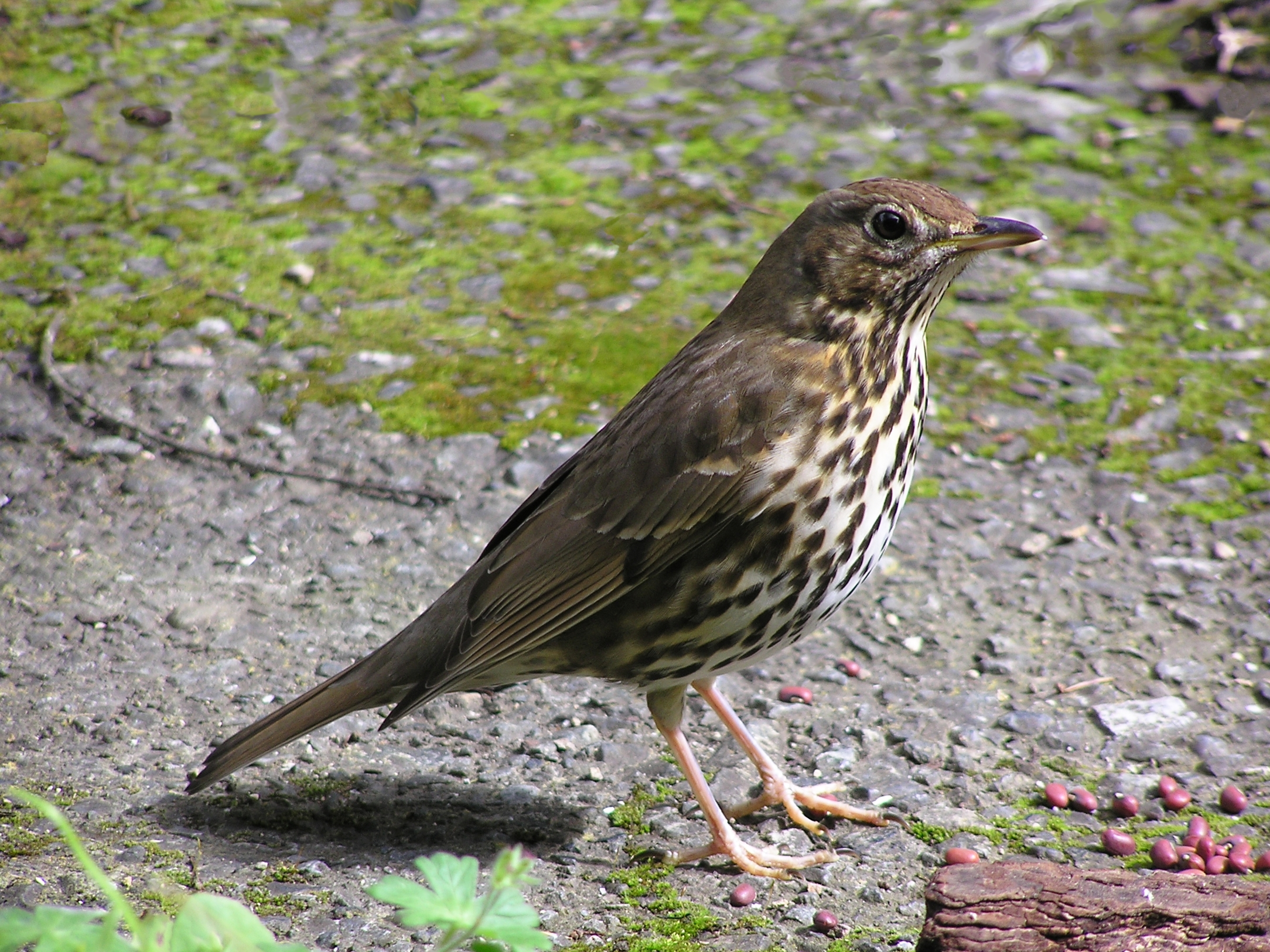
Drozd śpiewak w Nowej Zelandii

Długość ciała drozda śpiewaka (podgatunku nominatywnego – T. p. philomelos) mieści się w granicach od 20 do 23,5 cm, masa ciała ptaka wynosi od 50 do 107 gramów. Dymorfizm płciowy nie występuje – zarówno samiec, jak i samica są ubarwione jednakowo. Drozdy te mają brązowy grzbiet. Pierś i boki są ochrowe, brzuch kremowo-żółty z wyraźnymi ciemnobrązowymi cętkami w kształcie litery „V”, podbrzusze barwy białej. Dziób żółtawy, nogi i stopy różowe. Zgodnie z regułą Glogera, górne obszary ciała osobników rozmnażających się w bardziej zachodnich obszarach areału gatunku – np. w Szwecji są ciemniejsze niż tych, których obszar rozrodczy przebiega przez Syberię. Młode w szacie juwenalnej podobne do osobników dojrzałych, jednak różnią się płowożółtymi lub pomarańczowymi smugami na grzbiecie i wierzchu. Ptaki w 1. zimie mają na końcach zewn. dużych pokryw skrzydłowych duże, jasne plamki. Zwłaszcza w locie widać pomarańczowo-żółtawy przód spodu skrzydeł.
Najbardziej podobnym, europejskim gatunkiem w obrębie rodziny drozdowatych, jest droździk (T. iliacus), ale ptak ten w odróżnieniu od drozda śpiewaka ma białą brew nad okiem, rdzawoczerwone boki i spód skrzydeł, który można zobaczyć podczas lotu. Paszkot (T. viscivorus) przewyższa drozda śpiewaka rozmiarem, ma większe cętki na kremowym tle (u drozda śpiewaka pierś jest pomarańczowo-ruda) i białe końce lotek. Natomiast drozd chiński (T. mupinensis) pomimo tego, że jest dużo bardziej podobny pod względem upierzenia, różni się czarnymi znakowaniami na twarzy, a środowisko występowania obu ptaków nie pokrywa się.

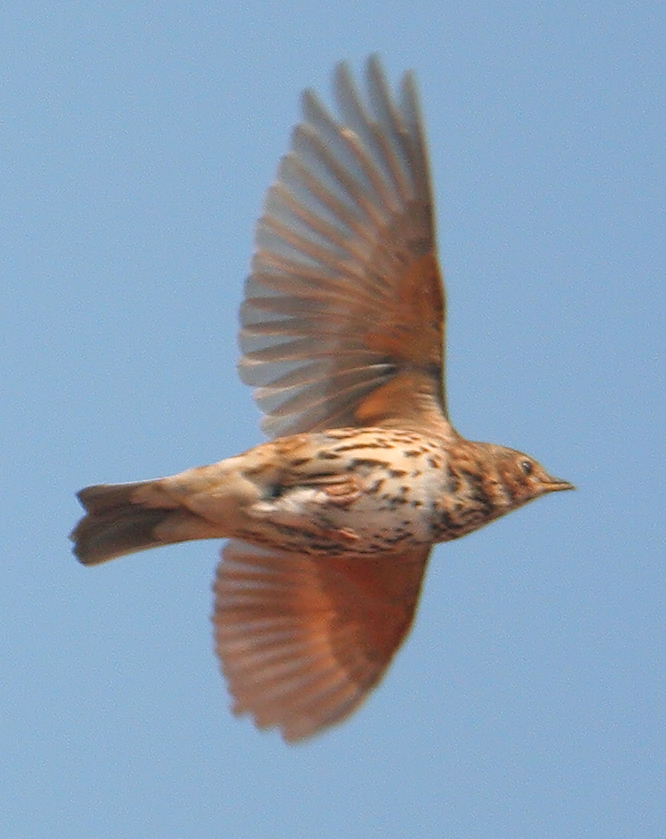
W locie

## Występowanie

### Zasięg występowania
Drozd śpiewak odbywa lęgi na terytorium niemal całej Europy (z wyjątkiem większej części Półwyspu Iberyjskiego, nizinnych obszarów Włoch, czy południowej Grecji), poprzez Ukrainę i Rosję, niemal po Jezioro Bajkał. Występuje do szerokości 75°N w Norwegii, w Syberii jedynie około 60°N. Ptaki ze Skandynawii, Europy Wschodniej i Rosji zimują w krajach położonych nad Morzem Śródziemnym, w Afryce Północnej i na Bliskim Wschodzie. Na zachód od tych terenów jedynie niektóre drozdy opuszczają swoje obszary rozrodcze.
Ptaki z podgatunku nominatywnego introdukowano w Nowej Zelandii i Australii między 1860 a 1880. W Nowej Zelandii, gdzie był wprowadzony na obu głównych wyspach, drozd śpiewak szybko się przystosował i rozprzestrzenił na pobliskie lądy, takie jak Kermadec, Chatham oraz Auckland. Pomimo iż gatunek jest w Nowej Zelandii pospolity, a zasięg jego występowania wciąż się rozszerza, to w Australii ocalała jedynie niewielka populacja wokół Melbourne. W Nowej Zelandii drozd śpiewak, poprzez drapieżnictwo, przyczynia się do ograniczenia populacji niektórych bezkręgowców, jednak jest to zjawisko mało szkodliwe. Ponadto ptak uszkadza owoce uprawne. Jako gatunek introdukowany nie jest objęty prawną ochroną, może być zabijany w ciągu całego roku.

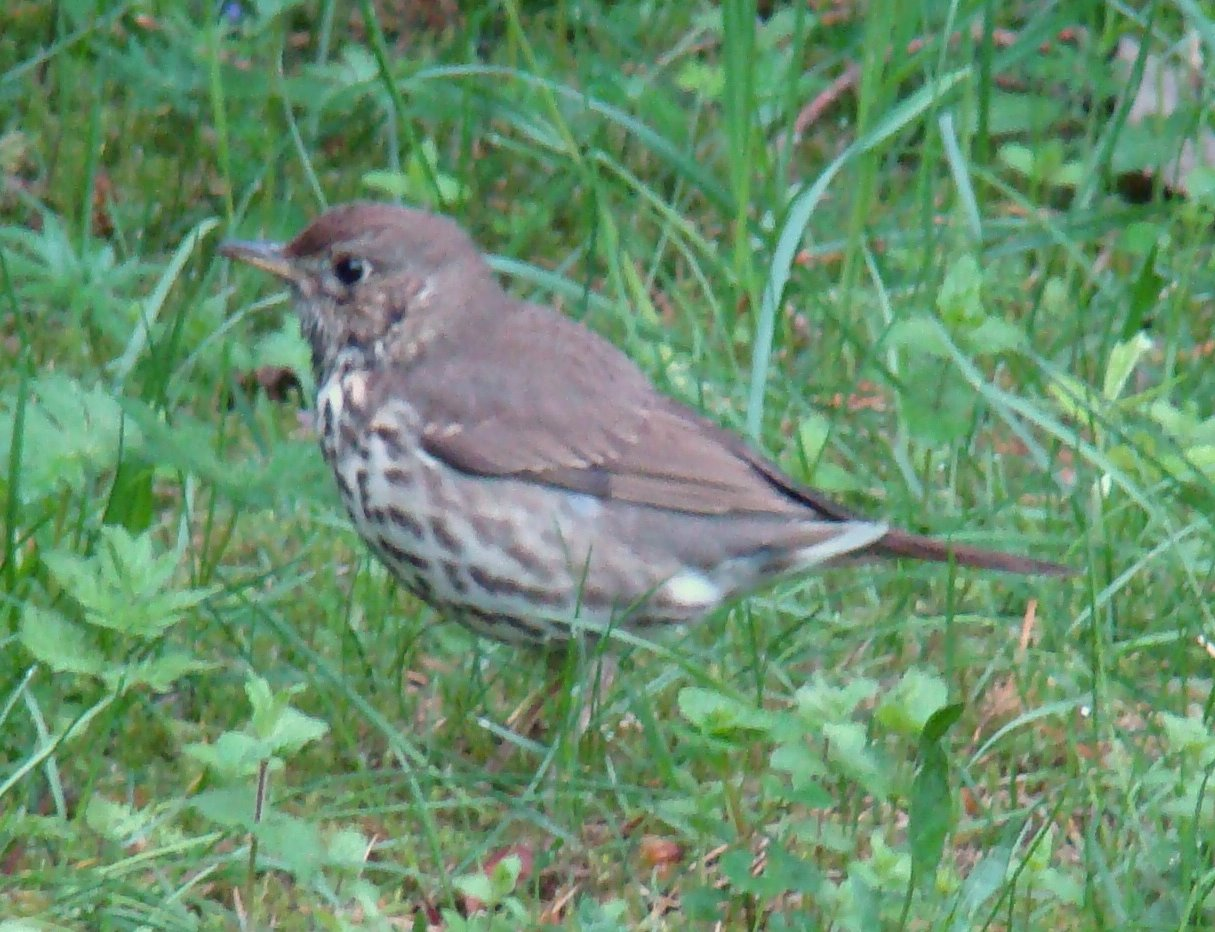
Podgatunek nominatywny na Litwie

### Środowisko
Drozd śpiewak zwykle gniazduje w lesie o gęstym podszycie, w pobliżu otwartych przestrzeni, od świerkowych monokultur po bogate w różne gatunki lasy łęgowe. W Europie Zachodniej i lokalnie w Polsce gnieździ się także w ogrodach, zadrzewionych cmentarzach dużych miast i parkach. Podobnie jak mniejszy od niego kos, drozd śpiewak zaczął pojawiać się w pobliżu siedzib ludzkich ponad sto lat temu, choć nadal jest mniej związany z człowiekiem i tylko wyjątkowo zdarza się mu zakładać gniazda na budynkach. W górach występuje po górną granicę pasma lasów, do 2200 metrów w Szwajcarii. Podgatunek T. p. hebridensis, żyjący na wyspach, rozmnaża się na bardziej otwartych terenach, włączając wrzosowiska. Na wschodzie eurazjatyckiego terytorium występowania, podgatunek nominatywny zamieszkuje jedynie na skrajach gęstych lasów iglastych.
Na obszarach intensywnie uprawianych, gdzie praktyki rolnicze czynią ziemię nieodpowiednią, siedliskiem stają się ogrody. Z jednego z przeprowadzonych przez Anglików badań wynikało, że na ziemi uprawnej znajdowało się jedynie 3,5% terytoriów zamieszkiwanych przez drozdy, podczas gdy ogrody stanowiły 71,5%, pomimo iż zajmowały jedynie 2% całego obszaru. Pozostałe gniazda były zbudowane w lasach (1% całego obszaru).
Zimowisko jest podobne do miejsca zamieszkiwanego w okresie rozrodczym. Jedyne różnice to rezygnacja z terenów wysoko położonych i innych łatwo widocznych lokalizacji. Jednakże podgatunek wyspiarski, T. p. hebridensis, przebywa zimą na morskim brzegu.

## Pożywienie

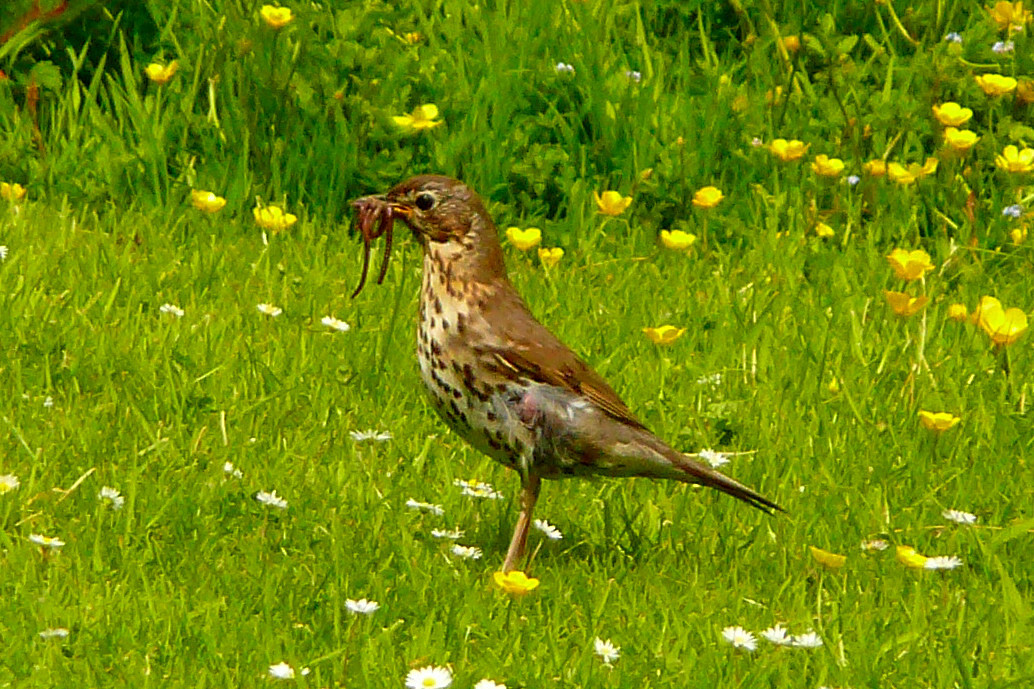
Drozd z dziobem pełnym dżdżownic

Ptak jest wszystkożerny, żywi się bezkręgowcami, głównie dżdżownicami i ślimakami, ale także owocami miękkimi i jagodami. Latem żywiąc się owocami jemioły uczestniczy w jej rozsiewaniu się. Podobnie, jak jego krewniak – kos (T. merula), drozd wyszukuje ofiary za pomocą zmysłu wzroku. Wypracował specjalną metodę polowania na otwartej przestrzeni, a potencjalnej zdobyczy poszukuje rozgrzebując ściółkę.
Ślimaki stanowią ważny składnik jego pożywienia, zwłaszcza w czasie suszy lub surowej pogody, kiedy trudno jest mu znaleźć inny pokarm. Drozd używa wybranego przez siebie kamienia jako „kowadła”, na którym rozbija zewnętrzne szkielety ślimaków, zanim wydobędzie ich miękkie ciało, które czyści na ziemi przed spożyciem. Młode ptaki początkowo potrząsają muszlami brzuchonogów i bawią się nimi, zanim nauczą się używać kamienia jako narzędzia do rozbijania. Pisklęta karmione są głównie pokarmem pochodzenia zwierzęcego, takim jak robaki, ślimaki i larwy owadów.
Ptak regularnie żywi się wstężykami gajowymi (Cepaea nemoralis), dlatego zasugerowano, że polimorficzne wzory na muszli tego brzuchonoga są ewolucyjną odpowiedzią, że pojawiają się, by ograniczyć drapieżnictwo. Jednakże zachowanie drozdów może nie być jedynym czynnikiem wpływającym na to zjawisko.

## Tryb życia i zachowanie

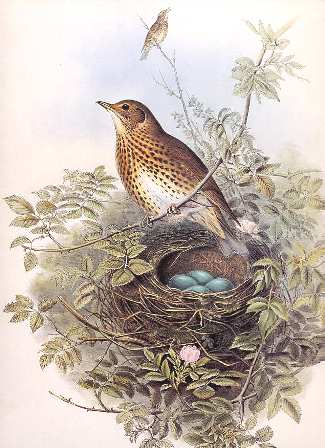
Ilustracja z książki Johna Goulda – Birds of Great Britain (Ptaki Wielkiej Brytanii)

Drozd śpiewak zwykle nie przebywa w stadach, pomimo iż kilka ptaków może nocować wspólnie zimą lub przebywać w swym pobliżu w siedliskach zasobnych w pożywienie. W środowiskach takich występować może także pośród innych gatunków, takich jak kosy, kwiczoły, droździki i drozdy rdzawogardłe. W odróżnieniu od ptaków bardziej koczowniczych, kwiczoła i droździka, drozd śpiewak ma skłonności do regularnego powracania do tych samych zimowisk.
To monogamiczny, terytorialny gatunek, a na obszarach, gdzie populacje są w pełni wędrowne, samce ponownie ustanawiają swoje terytoria rozrodcze i zaczynają śpiewać, gdy tylko do nich powrócą. Natomiast na obszarach o łagodniejszym klimacie, gdzie niektóre ptaki przebywają przez cały rok, samce pozostają na swoich terytoriach, śpiewając okresowo. Samica może przebywać osobno w swoim zimowisku, ponieważ sezon lęgowy zaczyna się wczesną wiosną.
Podczas migracji drozd śpiewak podróżuje głównie w nocy. Lata w rozproszonych stadach, często nawołuje, by utrzymać kontakt z innymi osobnikami. Migracja może rozpocząć się na obszarach najbardziej wysuniętych na wschód i północ już pod koniec sierpnia, ale większość ptaków, które do przebycia mają krótszą trasę, zaczynają wędrówkę na południe od września do połowy grudnia. Jednak ciężkie warunki pogodowe mogą zmusić ptaki do wyruszenia nieco później. Migracja powrotna trwa od połowy lutego (drozdy zamieszkujące tereny wokół Morza Śródziemnego) do maja (w północnej Szwecji i centralnej Syberii). Zaobserwowano, że niektóre osobniki zalatywały do Grenlandii i różnych wysp Atlantyku i Zachodniej Afryki.

### Głos
W razie spłoszenia lub w locie wydaje krótki, ostry odgłos „tsip”, który na czas migracji zastępuje wysokim, piskliwym „sip”, podobnym do głosu droździka, ale krótszym. Zawołaniem alarmującym jest chook-chook, który staje się krótszy i ostrzejszy wraz ze zwiększaniem się niebezpieczeństwa. Piosenka samca, dobiegająca z dachów, drzew albo innych dogodnych, położonych wysoko miejsc jest głośna i melodyjna. Cechą charakterystyczną ptaka jest powtarzanie każdej muzycznej frazy od dwóch do czterech razy – dawid, dawid, filip, filip, trati, trati i przeplatanie piosenki zgrzytliwymi tonami. Do śpiewu wplata różne motywy. Głos podgatunku występującego na Hebrydach Zewnętrznych usłyszeć można głównie od lutego do czerwca, powszechniejszy podgatunek śpiewa od listopada do lipca. Z powodu masy gatunek wykonuje jeden z najgłośniejszych ptasich śpiewów.
Pojedynczy samiec może mieć w swoim repertuarze powyżej 100 zwrotów, wiele z nich zapożycza od swoich rodziców i innych ptaków. Naśladownictwo może obejmować również dźwięki emitowane przez rzeczy, takie jak np. telefon. Drozd śpiewak kopiuje także odgłosy ptaków żyjących w niewoli, włączając w to tak egzotyczne gatunki, jak drzewica białolica. W trakcie wykonywania swej melodii zwykle jest usadowiony na najwyższych punktach występujących na obszarze swego terytorium.

## Rozród

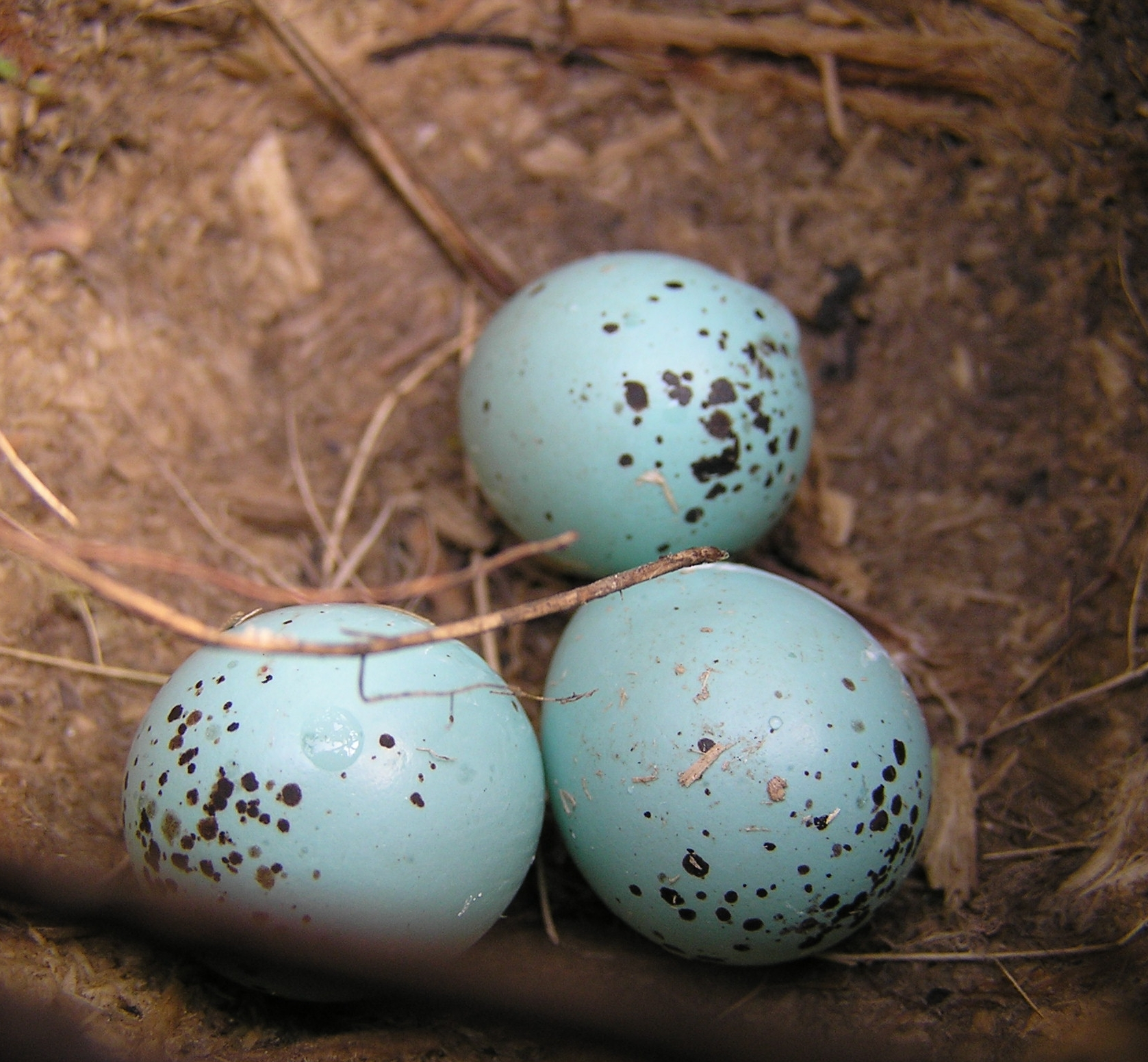
Jaja

Samica drozda śpiewaka buduje schludne gniazdo w kształcie czarki, pokryte błotem i suchą trawą, umiejscowione na krzewach, drzewach (najczęściej iglastych) lub pnączach, w przypadku podgatunku hebridean znajduje się ono na ziemi. Składa cztery lub pięć jasnych, błyszczących, niebieskich jaj, pokrytych miejscowo czarnymi lub fioletowymi plamami. Mają zwykle wymiary 2,7 x 2,0 cm i ważą 6 gramów, z czego 6% masy stanowi powłoka. Samica wysiaduje je samodzielnie przez 10–17 dni, po wykluciu podobna ilość czasu upływa na opierzenie się młodych. W ciągu roku ptaki wyprowadzają dwa, trzy lęgi, choć na północy areału odchowują pisklęta raz do roku. Początek lęgów jest zdeterminowany w pewnym stopniu przez pogodę, która może przyśpieszyć, bądź opóźnić je o kilka dni. W Wielkiej Brytanii pierwszy rok przeżywa średnio 54,6% osobników, wśród dorosłych ptaków wskaźnik przeżywalności kolejnego roku wynosi 62,2%. Drozd śpiewak żyje zwykle około trzech lat, jednak maksymalny udokumentowany wiek to 10 lat i 8 miesięcy.

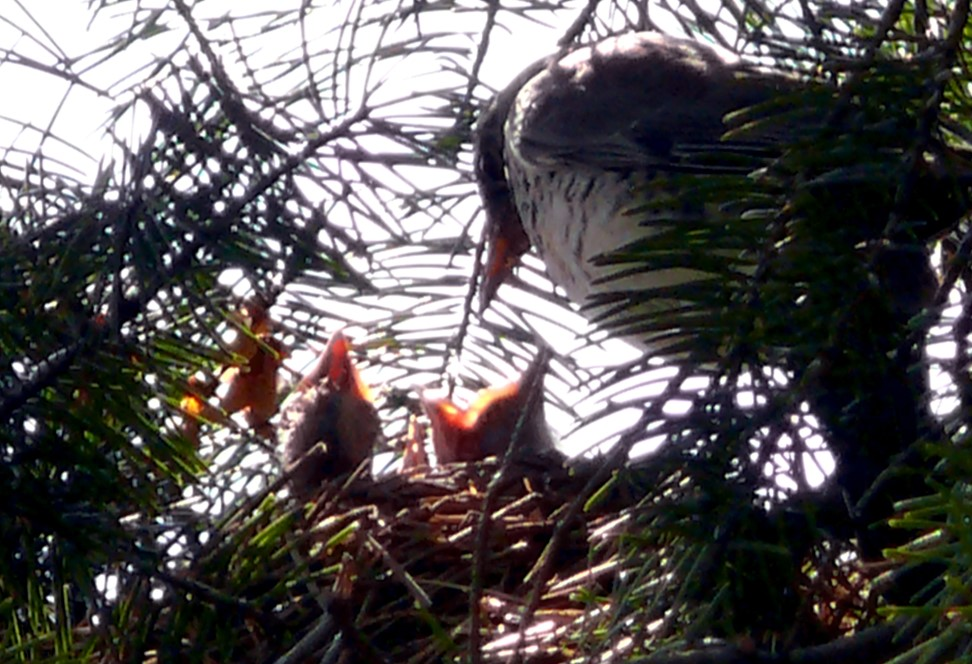
Rodzic z młodym potomstwem w gnieździe

Ptak pada czasem ofiarą pasożytów lęgowych – swoje jaja podrzucają do gniazda kukułki, na przykład Cuculus canorus, jednak jest to zjawisko bardzo rzadkie, ponieważ drozd rozpoznaje niemimetyczne kukułcze jaja. Jednak w przeciwieństwie do kosa nie wykazuje agresji wobec dorosłej kukułki. Ptaki introdukowane w Nowej Zelandii, gdzie kukułka nie występuje, zachowały po 130 latach zdolność do rozpoznawania i odrzucania niemimetycznych jaj.
Dorosłe ptaki mogą być zabijane przez koty, pójdźki zwyczajne i krogulce, a ich jaja i pisklęta zabierane przez sroki, sójki i wiewiórki szare. Podobnie jak w przypadku innych ptaków z rzędu wróblowych, tak i drozdy śpiewaki są atakowane przez pasożyty, takie jak nicień Splendidofilaria (Avifilaria) mavis, którego ostatni człon nazwy naukowej – mavis – wywodzi się właśnie od tego drozda (mavis to w języku angielskim inna nazwa zwyczajowa ptaka). Prowadzone przez Rosjan badania próbek krwi wykazały, że wszystkie kwiczoły, droździki i drozdy śpiewaki przenosiły pasożyty zwierzęce krwi, szczególnie z rodzaju Haemoproteus i Trypanosoma. Występujące na zalesionych obszarach Europy Środkowo-Wschodniej i Rosji kleszcze Ixodes mogą przenosić niebezpieczne patogeny, powodujące kleszczowe zapalenie mózgu, oraz bakterie Borrelia. Niektóre gatunki rodzaju Borrelia powodują boreliozę, a ptaki, jak drozd śpiewak, mogą pełnić rolę nosicieli tej choroby.

## Status, zagrożenie i ochrona

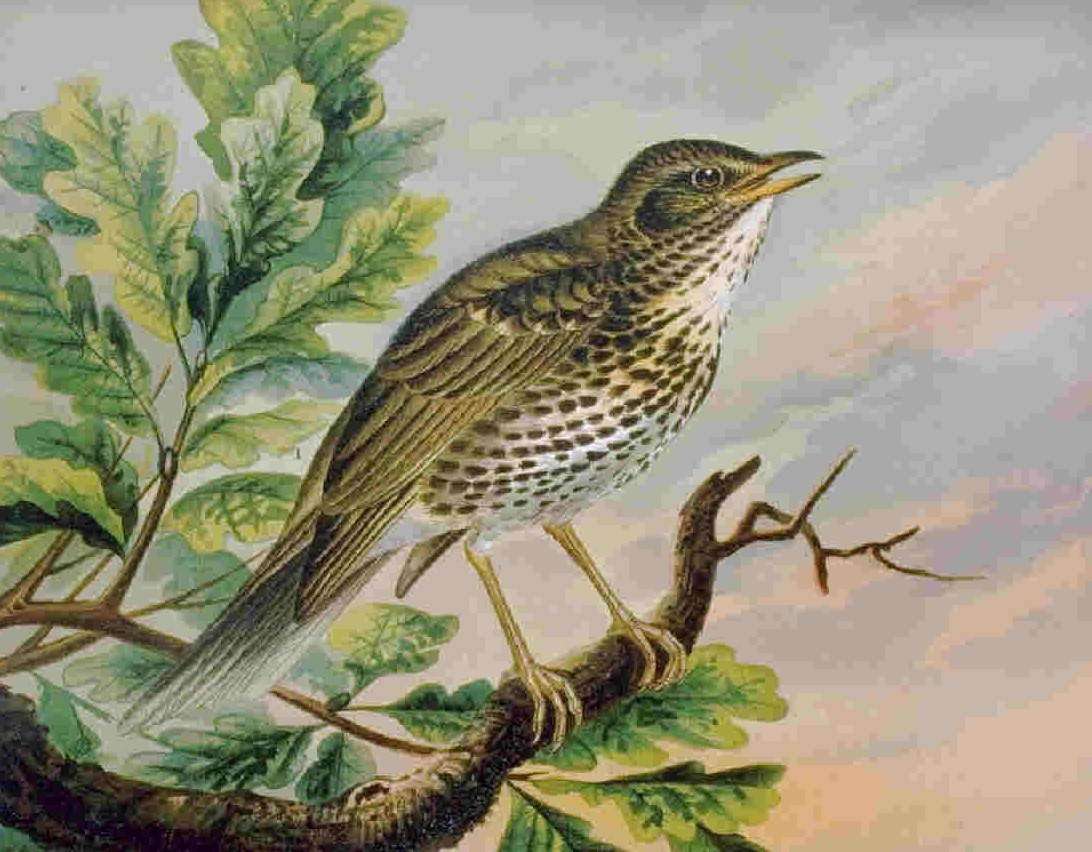
Ilustracja z książki Johanna Friedricha Naumanna – Naturgeschichte der Vögel Mitteleuropas (Historia Naturalna Ptaków Europy Centralnej)

Zwierzę to ma szeroki zakres występowania, szacowany na 10 milionów kilometrów kwadratowych, wielkość populacji określa się na 40–71 milionów osobników w samej Europie.
W zachodniej części Palearktyki liczebność populacji maleje, jednak nie poniżej progu wymaganego do objęcia gatunku globalną ochroną (tj. zmniejszenia liczby osobników o ponad 30% w ciągu 10 lat lub po trzech pokoleniach), dlatego IUCN w Czerwonej księdze gatunków zagrożonych zalicza drozda śpiewaka do kategorii „najmniejszej troski” (least concern).
Na terenie Polski gatunek ten jest objęty ścisłą ochroną gatunkową. Na Czerwonej liście ptaków Polski został sklasyfikowany jako gatunek najmniejszej troski (LC). Według szacunków Monitoringu Pospolitych Ptaków Lęgowych, w latach 2013–2018 populacja śpiewaka w Polsce liczyła 1 121 000 – 1 843 000 par lęgowych.
W Wielkiej Brytanii i Holandii doszło do spadku liczebności o ponad 50%, w wyniku czego drozd śpiewak został zaliczony do zwierząt zagrożonych wyginięciem na tych obszarach w ramach raportów Regional Red List (RRL). Populacja kurczy się najbardziej na obszarach uprawnych (73% od połowy 1970), uważa się, że jest to związane ze zmianami praktyk rolniczych na przestrzeni ostatnich dziesięcioleci. Dokładne przyczyny nie są jednak znane, być może stan ten powoduje wycinanie żywopłotów dotychczas grodzących grunty, przejście na siew roślin jesienią, a nie wiosną, bądź zwiększone wykorzystanie pestycydów. Zmiany te mogą ograniczyć dostępności pożywienia lub miejsc na gniazda. Zagrożenie mogą stanowić stosowane w ogrodach zatrute przynęty, przeznaczone do kontrolowania liczebności ślimaków. Niektóre drozdy na obszarach miejskich są zabijane przez samochody, gdy próbują wykorzystać twardą powierzchnię dróg do rozbicia muszli ślimaków.
Drozdy były chwytane przez ludzi dla pożywienia już 12 000 lat temu, wczesne odniesienia do tego zjawiska znajdują się w Odysei Homera – "A jak stado gołębi lub drozdów popadnie w sidełka, w gąszczy chaszczów zastawione zdradnie, gdzie na noc dążąc, smutne znajdują łożysko". Polowania odbywają się nadal na terenach wokół Morza Śródziemnego, jednak nie uznaje się ich za główny czynnik spadku liczebności.
Gatunek jest zazwyczaj łapany w Hiszpanii, ponieważ migruje przez ten kraj. Ludzie często korzystają z lepów na drobne ptaki, których używanie, choć zakazane przez Unię Europejską, jest jeszcze tolerowane w Walencji. W 2003 i 2004 UE próbowała powstrzymać te praktyki, jednak działania te się nie powiodły.
Do co najmniej XIX wieku drozdy śpiewaki były często trzymane w klatkach, ze względu na melodyjny głos. Podobnie jak w przypadku polowań, nie ma wielu dowodów na wpływ tych działań na liczebność populacji.

## Znaczenie w kulturze człowieka
Do charakterystycznego śpiewu drozda, w którym ten sam motyw powtarza się dwa lub więcej razy, nawiązuje dziewiętnastowieczny brytyjski poeta Robert Browning w wierszu Home Thoughts, from Abroad.
Pieśń zainspirowała też dziewiętnastowiecznego brytyjskiego pisarza Thomasa Hardego, który tak pisał w Darkling Thrush o ptaku: "At once a voice arose among/The bleak twigs overhead/In a full-hearted evensong/Of joy illimited" ("Natychmiast głos rozległ się wśród/posępnych gałązek nad głową/w pełnej odwagi modlitwie wieczornej/radości nieskończonej"), z kolei dwudziestowieczny brytyjski poeta Ted Hughes w Thrushes koncentruje się na sprawności ptaka przy polowaniu: "Nothing but bounce and/stab/and a ravening second" ("Wyłącznie odbicie i/dźgnięcie/i żarłoczna chwila"). Dwudziestowieczny walijski poeta Ronald Stuart Thomas napisał 15 wierszy poświęconych kosom lub drozdom, włączając śpiewaka.
Odniesienia do drozda śpiewaka wykorzystuje także, w utworze The Tables Turned, poeta William Wordsworth, uznawany za prekursora romantyzmu w literaturze brytyjskiej.
Ptak jest również obecny w godle klubu piłkarskiego West Bromwich Albion Football Club. Starsza wersja godła ukazuje go siedzącego na gałązce głogu na tle biało-niebieskich pasów. Nowsza wersja różni się jedynie detalami – u stóp drozda znajdują się trzy liście i trzy owoce głogu. Umieszczono go tam, ze względu na fakt trzymania żywego drozda w klatce w pubie wykorzystywanym przez klub. Także sami zawodnicy, West Bromwich Albion, otrzymali przydomek The Throstles (Drozdy).